# 王炳 (乾隆進士)
王炳（?—?），字耀南，贵州黃平人，清朝政治人物、同進士出身。
乾隆三十一年（1766年）丙戌科進士，三甲一百四十名，后事不詳。